# Division de Dera Ghazi Khan
La division de Dera Ghazi Khan (en ourdou : ڈیرہ غازی خان ڈویژن) est une subdivision administrative du sud de la province du Pendjab au Pakistan. Elle compte près de 11 millions d'habitants en 2017, et sa capitale est Dera Ghazi Khan.
Comme l'ensemble des divisions pakistanaises, la subdivision a été abrogée en 2000 avant d'être rétablie en 2008.
La division regroupe les districts suivant :
- district de Dera Ghazi Khan
- district de Layyah
- district de Muzaffargarh
- district de Rajanpur